# Кубок Шотландії з футболу 1922—1923
Кубок Шотландії з футболу 1922–1923 — 45-й розіграш кубкового футбольного турніру у Шотландії. Титул вдесяте здобув Селтік.

## Третій раунд
| Команда 1                     | Рахунок | Команда 2                |
| ----------------------------- | ------- | ------------------------ |
| 10 лютого 1923                |         |                          |
| Абердин (1)                   | 13:0    | Пітерхед (-)             |
| Селтік (1)                    | 2:1     | Іст Файф (2)             |
| Данді (1)                     | 0:0     | Гамільтон Академікал (1) |
| Данфермлін Атлетік (2)        | 0:3     | Рейт Роверз (1)          |
| Бонесс (2)                    | 2:0     | Нітсдейл Вондерерс (-)   |
| Гіберніан (1)                 | 2:0     | Квінз Парк (2)           |
| Мотервелл (1)                 | 3:0     | Фолкерк (1)              |
| Терд Ланарк (1)               | 2:0     | Ейр Юнайтед (1)          |
| 14 лютого 1923 (перегравання) |         |                          |
| Гамільтон Академікал (1)      | 0:1     | Данді (1)                |

## Чвертьфінали
| Команда 1                     | Рахунок | Команда 2       |
| ----------------------------- | ------- | --------------- |
| 24 лютого 1923                |         |                 |
| Селтік (1)                    | 1:0     | Рейт Роверз (1) |
| Гіберніан (1)                 | 2:0     | Абердин (1)     |
| Мотервелл (1)                 | 4:2     | Бонесс (2)      |
| Терд Ланарк (1)               | 1:1     | Данді (1)       |
| 28 лютого 1923 (перегравання) |         |                 |
| Данді (1)                     | 0:0 дч  | Терд Ланарк (1) |
| 6 березня 1923 (перегравання) |         |                 |
| Терд Ланарк (1)               | 1:0 дч  | Данді (1)       |

## Півфінали
| Команда 1       | Рахунок | Команда 2       |
| --------------- | ------- | --------------- |
| 10 березня 1923 |         |                 |
| Селтік (1)      | 2:0     | Мотервелл (1)   |
| Гіберніан (1)   | 1:0     | Терд Ланарк (1) |

## Фінал
| 31 березня 1923 15:00 (CET) |

| Селтік (1) | 1:0      | Гіберніан (1) |
| ---------- | -------- | ------------- |
| Кессіді    | Протокол |               |

| Гемпден-Парк, Глазго Глядачів: 80 000 Арбітр: Т.Дугері |